# Warren Harper
Pour les articles homonymes, voir Harper.
Warren Harper (né le 10 mai 1963 à Prince Albert, Saskatchewan au Canada) est un joueur professionnel canadien de hockey sur glace.

## Carrière de joueur
Il a été repêché en 10e ronde, 206e au total par les Sabres de Buffalo au repêchage d'entrée de 1981.

## Statistiques
Pour les significations des abréviations, voir Statistiques du hockey sur glace.
| Saison    | Équipe                    | Ligue         |    | Saison régulière | Saison régulière | Saison régulière | Saison régulière | Saison régulière |   | Séries éliminatoires | Séries éliminatoires | Séries éliminatoires | Séries éliminatoires | Séries éliminatoires |
| Saison    | Équipe                    | Ligue         | PJ | B                | A                | Pts              | Pun              | PJ               | B | A                    | Pts                  | Pun                  |                      |                      |
| 1982-1983 | Raiders de Prince Albert  | LHOu          | 41 | 17               | 15               | 32               | 38               | -                | - | -                    | -                    | -                    |                      |                      |
| 1983-1984 | Americans de Rochester    | LAH           | 78 | 25               | 28               | 53               | 56               | 18               | 3 | 3                    | 6                    | 11                   |                      |                      |
| 1984-1985 | Americans de Rochester    | LAH           | 78 | 29               | 34               | 63               | 43               | 5                | 0 | 2                    | 2                    | 8                    |                      |                      |
| 1985-1986 | Americans de Rochester    | LAH           | 80 | 18               | 30               | 48               | 83               | -                | - | -                    | -                    | -                    |                      |                      |
| 1986-1987 | Spirits de Flint          | LIH           | 15 | 4                | 7                | 11               | 14               | -                | - | -                    | -                    | -                    |                      |                      |
| 1986-1987 | Americans de Rochester    | LAH           | 61 | 13               | 27               | 40               | 50               | 11               | 1 | 4                    | 5                    | 18                   |                      |                      |
| 1987-1988 | Red Wings de l'Adirondack | LAH           | 80 | 24               | 33               | 57               | 76               | 10               | 2 | 1                    | 3                    | 13                   |                      |                      |
| 1988-1989 | Bears de Hershey          | LAH           | 66 | 20               | 20               | 40               | 72               | 1                | 0 | 0                    | 0                    | 0                    |                      |                      |
| 1989-1990 | Duisburg SC               | 2. Bundesliga | 27 | 19               | 45               | 64               | 53               | -                | - | -                    | -                    | -                    |                      |                      |
| 1991-1991 | Duisburg SC               | 2. Bundesliga | 21 | 16               | 31               | 47               | 41               | -                | - | -                    | -                    | -                    |                      |                      |

## Trophées et distinctions

### Ligue américaine de hockey
- Il remporte la Coupe Calder avec les Americans de Rochester en 1986-1987.